# 竹山浩史
竹山 浩史（たけやま ひろし、1985年2月22日 - ）は、日本の元ラグビー選手。

## プロフィール
- 鹿児島県奄美大島出身。
- ポジションはナンバーエイト(No8)、フランカー(FL)。
- 身長 175cm、体重 90kg
- ニックネームはタケ。
- 7人制日本代表に選ばれたことがある[1]。
- 兄の将史もラグビー選手。（現・タマリバ）[2]

## 略歴
高校からラグビーを始めた。
2003年、大島高校卒業後、関東学院大学に入る。なお大島高校時代、主将を務めたことがある。
2007年、関東学院大学卒業後、日本IBMビッグブルーに加入。同年10月27日に行われたジャパンラグビートップリーグ第1節のリコーブラックラムズ戦に途中出場で公式戦初出場を果たす。 
2009年、キヤノン（現・キヤノンイーグルス）に加入。
2016年、現役を引退した。